# Pułk Marszowy Podolskiej Brygady Kawalerii
Pułk marszowy Podolskiej Brygady Kawalerii – oddział kawalerii Wojska Polskiego improwizowany w czasie kampanii wrześniowej.

## Formowanie
13 września 1939, w związku z niekorzystnym rozwojem sytuacji na froncie, generał brygady Władysław Langner nakazał swojemu zastępcy, generałowi brygady Maksymilianowi Milan-Kamskiemu organizację obrony linii Dniestru, wykorzystując do tego celu znajdujące się na terenie Okręgu Korpusu Nr VI ośrodki zapasowe.
14 września o godz.8.00 do Stanisławowa przybył dowódca Grupy „Dniestr” gen. Milan-Kamski po przeprowadzeniu inspekcji garnizonu w Stanisławowie o godz.10.30 rozkazał dowódcy OZ Podolskiej BK sformowanie pułku kawalerii, którego zadaniem miało być zabezpieczenie mostów na Dniestrze w rejonie Żurawno, Żydaczów. 14 września 1939, w Ośrodku Zapasowym Podolskiej Brygady Kawalerii w Stanisławowie, został zorganizowany pułk kawalerii, na czele którego stanął zastępca dowódcy ośrodka podpułkownik Włodzimierz Gilewski. Pułk składał się z dowództwa pułku, szwadronu gospodarczego, 4 szwadronów liniowych, plutonów: kolarzy i ckm. Szwadrony były uzbrojone tylko w karabinki i szable. Do broni zespołowej w pułku należały tylko 2 rkm i 4 ckm. Pułk liczył 25 oficerów, 15 podchorążych, 100 podoficerów i 350 szeregowców. Łącznie 490 żołnierzy. Pułk posiadał lekki tabor bojowy i dwa samochody osobowe.

## Działania bojowe
W związku z rozruchami nacjonalistów ukraińskich w rejonie Żydaczowa, pułk otrzymał rozkaz, aby wspólnie z pułkiem piechoty podpułkownika Bezega z Ośrodka Zapasowego 21 Dywizji Piechoty Górskiej został skierowany do stłumienia rebelii i akcji pacyfikacyjnej. Do czasu powrotu pułku z akcji tłumienia rebelii, został skierowany do obsadzenia przeprawy pluton kolarzy ppor. Mieczysława Eckharda, wymaszerował o godz.16.00 14 września. O godz. 19.30 do Żydaczowa wyszła część pułku pod dowództwem mjr Stefana Starnawskiego, pozostała część pułku wkrótce później. Po dotarciu pułku do Bereźnicy Królewskiej około godz.22.0 dotarła informacja, że rozruchy w rejonie Żydaczowa zostały już stłumione przez inne oddziały. 15 września rano pułk obsadził mosty w Żydaczowie i Żurawnie wysuniętymi pododdziałami, dowództwo pułku stanęło we dworze Bereźnica Królewska, a większość szwadronów w pobliskim lesie niedaleko dworu. Następnie oba pułki weszły w skład Grupy „Stryj” generała brygady Stefana Dembińskiego. 
17 września 1939, w związku z agresją sowiecką, Grupa „Stryj” otrzymała ze Sztabu Naczelnego Wodza rozkaz przekroczenia granicy węgierskiej. Informacja o przekroczeniu granicy przez wojska sowieckie dotarła do pułku marszowego Podolskiej BK o godz.18.00. Pułk miał osłonić odejście własnych oddziałów piechoty z linii Dniestra, a następnie jako straż tylna przekroczyć granicę z Węgrami. W rejonie Żydaczowa pułk pozostał na noc. O świcie 18 września wyruszył w kierunku miejscowości Wyszków. Szedł w tylnej straży oddziałów pułku ppłk. Bezega, przez Sokołów i Wygodę, po zatłoczonych drogach uchodźcami i oddziałami wojskowymi. W Wygodzie stanął na postoju ubezpieczonym w nocy 18/19 września. Następnie dotarł do granicy z Węgrami, którą przekroczył około godz.16:00 19 września na Przełęczy Wyszkowskiej.

## Obsada personalna pułku
Obsada dowództwa pułku i pododdziałów
- dowódca pułku – ppłk Włodzimierz Gilewski
- zastępca dowódcy pułku – mjr Stefan Starnawski
- adiutant - rtm. Michał Miszke
- kwatermistrz - mjr Karol Wiernicki
- oficer żywnościowy - por. Zdzisław Rudzki
- dowódca szwadronu gospodarczego - rtm. Jerzy Strużyński
- dowódca 1 szwadronu – rtm. Władysław Trzecieski
  - zastępca dowódcy szwadronu - por. Władysław Horodyski
  - dowódca I plutonu - por. Franciszek Fangor
  - dowódca II plutonu - ppor. Jan Romanowski
  - dowódca III plutonu - ppor. Antoni Lasota
- dowódca 2 szwadronu – rtm. Roman Pohorecki
  - dowódca I plutonu - por. Jerzy Sokołowski
  - dowódca II plutonu - ppor. Roman Bielski
  - dowódca III plutonu - pchor. Julian Godlewski
- dowódca 3 szwadronu – rtm. Aleksander Rylke
  - dowódca I plutonu - ppor. Adolf Starck
  - dowódca II plutonu - por. Tadeusz Wojnarowski
  - dowódca III plutonu - por. Władysław Pawłowicz
- dowódca 4 szwadronu – rtm. rez. Jerzy Cielecki-Zaremba
  - dowódca I plutonu - ppor. Zbigniew Lityński
  - dowódca II plutonu - ppor. Janusz Zarzycki
  - dowódca III plutonu - por. Witold Cieński
- dowódca plutonu kolarzy - ppor. rez. Mieczysław Eckhardt
- dowódca plutonu ckm - ppor. Kazimierz Żehaluk